# Stolniceni-Prăjescu, Iași
Stolniceni-Prăjescu este satul de reședință al comunei cu același nume din județul Iași, Moldova, România.
Aici s-a nascut dramaturgul roman Matei Milo.